# W.E.
W.E. (estilizado como W./E.) (bra: W.E. - O Romance do Século) é um filme britânico de 2011, dos gêneros drama histórico e romance, dirigido, coproduzido e coescrito por Madonna, e estrelado por Abbie Cornish, Andrea Riseborough, Oscar Isaac, Richard Coyle e James D'Arcy. O roteiro foi co-escrito por Alek Keshishian, que trabalhou anteriormente com Madonna em seu documentário de 1991, Truth or Dare, e dois de seus videoclipes. Embora o filme tenha sido criticado por críticos e tenha sido um fracasso nas bilheterias, ele recebeu umaindicação ao Oscar por Melhor Figurino. Isso marcou o segundo papel de Isaac e Cornish juntos desde Sucker Punch.
O filme conta a história de duas mulheres separadas por mais de seis décadas. Em 1998, o solitário nova-iorquino Wally Winthrop está obcecado com a abdicação do rei Eduardo 7.º do Reino Unido ao trono britânico para poder se casar com o alpinista social Wallis Simpson. Mas a pesquisa de Wally, incluindo várias visitas ao leilão da Sotheby da propriedade de Windsor, revela que a vida do casal juntos não era tão perfeita quanto ela pensava. Viajando para frente e para trás no tempo, nós entrelaçamos a jornada de descoberta de Wally em Nova Iorque com a história de Wallis e Edward desde os primeiros dias de seu romance até o desenrolar de suas vidas nas décadas seguintes.

## Enredo
Wally Winthrop é uma jovem dona de casa estadunidense que vive na cidade de Nova Iorque em 1998. Embora seja negligenciada e sexualmente frustrada por William, seu marido psiquiatra viciado em trabalho, ela se sente confortada pela história de amor de Eduardo VIII do Reino Unido e Wallis Simpson. Wally viaja ao leilão da Sotheby's da propriedade de Windsor, que mostra itens usados por Wallis e Edward em sua vida e evoca seu relacionamento.
Em 1930, Edward faz uma festa em sua nova casa em Fort Belvedere, no Windsor Great Park, e conhece Wallis através de Lady Furness (sua amante). Eles são atraídos um pelo outro (apesar do casamento de Wallis com Ernest Simpson) e se tornam amantes enquanto Lady Furness está no exterior. Na Sotheby's, Wally é interrompido por um guarda, Evgeni, que está interessado nela.
Edward e Wallis continuam seu caso enquanto viajam pela Europa, onde ele lhe dá joias e adota as iniciais WE. No final de 1934, Edward está obcecado por Wallis. Ele a apresenta a seus pais, o rei Jorge V do Reino Unido e a rainha Maria de Teck, mas ela é criticada pela cunhada de Edward, Elizabeth. Uma Wallis perturbada quer terminar o relacionamento, mas Edward a pacifica.
Em Nova York, William se recusa a conceber uma criança com Wally e ela recorre à fertilização in vitro. Atraída por Evgeni, ela sai com ele. Wally pergunta a Evgeni sobre a história de Edward e Wallis, ponderando seu relacionamento com William. Depois de participar do leilão em Sotheby e gastar dez mil dólares, Wally volta para casa com um William bêbado e eles brigam.
O governo nacional se recusa a reconhecer o relacionamento de Edward e Wallis porque ela é divorciada. Na noite de 11 de dezembro de 1936, Edward anuncia por rádio à nação e ao Império que está abdicando do trono em favor de seu irmão Bertie: "Achei impossível carregar o pesado fardo da responsabilidade e cumprir meus deveres. como rei, como eu gostaria de fazer, sem a ajuda e o apoio da mulher que amo ". Wallis, que fugiu para Villa Lou Viei perto de Cannes, ouve o discurso e se reconcilia com Edward.
Evgeni tenta desesperadamente ligar para Wally. Correndo para o apartamento dela, ele descobre que ela foi ferida por William e a leva para sua casa no Brooklyn. Enquanto ela se recupera, Wally encontra uma nova esperança com Evgeni e a coragem de se divorciar de William.
Lendo uma série de cartas na coleção do milionário Mohamed Al-Fayed, Wally percebe que Wallis ficou presa em seu relacionamento com Edward pelo resto da vida. Em um diálogo imaginário com Wallis, eles discutem a semelhança de suas vidas; no final, apenas Wally encontra a felicidade. Abandonando seu fascínio pelo relacionamento de Wallis e Edward, Wally aprende com seu médico que ela está finalmente grávida.

## Elenco
- Abbie Cornish como Wally Winthrop.
- Oscar Isaac como Evgeni.
- Andrea Riseborough como Wallis Simpson.
- James D'Arcy como el Rei Eduardo 8.º.
- Natalie Dormer como Elizabeth Bowes-Lyon.
- James Fox como Jorge 5.º.
- Katie McGrath como Lady Thelma Furness.
- Laurence Fox como Bertie.
- Richard Coyle como William.
- Annabelle Wallis como Arabella Green.
- David Harbour como Ernest.

## Produção

### Desenvolvimento
Eu direcionei Filth and Wisdom para me ensinar sobre cinema ... E agora, com esse processo autopunitivo de produtor, escritor e diretor, estou dando o próximo passo.

—Madonna, por sua decisão de dirigir W.E.
Madonna havia escrito o roteiro para WE com o diretor Alek Keshishian. Seu marido, Guy Ritchie, ajudou-a no roteiro e roteiro, aconselhando-a a se encontrar com os atores Mark Strong e Toby Kebbell (que tiveram papéis importantes no último filme de Ritchie, RocknRolla). Madonna começou a escrever WE depois que terminou de dirigir Filth and Wisdom (2008). Ela teve a ideia para W.E. antes de Filth and Wisdom, mas dirigiu o último porque sentia que não tinha a experiência necessária para dirigir um filme de grande orçamento. Madonna descreveu W.E. como uma história muito maior:

Existem mais personagens, e três deles mudaram basicamente o curso da história britânica. O rei Eduardo VIII do Reino Unido abdicou do trono para ficar com uma estadunidense, Wallis Simpson, e isso faz parte da minha história, então tive que fazer uma quantidade enorme de pesquisas e entrevistar pessoas. Portanto, tenho uma enorme responsabilidade por isso e depois pelo leilão real, o que realmente aconteceu. Depois, há a nova história, o ponto de vista, que é essa garota que tem essa obsessão e está indo aos leilões e outras coisas. Portanto, é uma peça muito mais complexa e em camadas do que Filth and Wisdom.

Após o início da escrita, Madonna percebeu que precisava de ajuda devido à amplitude do assunto. Ela contratou Keshishian, que a conhecia depois de dirigir seu documentário de 1991, Truth or Dare, e dois videoclipes. O processo de escrita foi dinâmico, com Madonna e Keshishian enviando e-mails com scripts, telefonando e escrevendo nos laptops uns dos outros. Embora W.E. tenha sido inicialmente relatado como um musical sobre o duque e a duquesa de Windsor, Madonna disse que a história principal não era sobre eles. Era sobre Wally Winthrop: uma jovem nova-iorquina casada em 1998 que está obcecada com o que ela pensava ser a melhor história de amor —a abdicação de Edward do trono real por causa de seu amor por Simpson. O personagem de Simpson foi um guia espiritual para Winthrop no filme. Sua linha do tempo varia da Inglaterra anterior à Segunda Guerra Mundial (1936-1937) a 1998 em Nova Iorque, e o enredo entrelaça as duas épocas. Madonna decidiu usar o leilão em Sotheby's de 1998 e os bens de Edward e Simpson como ponto de partida.

### Inspiração
Madonna foi inspirada a dirigir o filme pela vida controversa de Edward e Simpson. Ela disse que se ela trouxesse o rei Eduardo VIII do Reino Unido e Wallis Simpson em um jantar ou outra reunião social: "É como jogar um coquetel molotov na sala. Todo mundo entra em uma discussão sobre quem eles eram. Quero dizer, eles eram muito controversos – e continuam sendo. Então, é claro, estou muito atraída por isso". Madonna estudou a história da abdicação, e tentou entender o que levou Edward a desistir do trono.
A cantora passou dois anos pesquisando a vida de Simpson e escrevendo o roteiro. Ela colocou um papel de parede em uma sala vazia em sua casa com fotos de catálogos de leilão e fotografias do duque e da duquesa em diferentes idades. "Eu estava sentado em uma sala que foi completamente e totalmente inundada com suas imagens para poder absorver sua energia. Eu estava tentando entender a natureza de sua história de amor e tentando descobrir por mim mesmo se existe tal coisa como amor perfeito", disse ela. Desinteressada de uma cinebiografia sobre Simpson, Madonna criou uma história moderna sobre Wally Winthrop para fornecer um ponto de vista: "Todos nós podemos ler o mesmo livro de história e ter um ponto de vista diferente. Por isso, era importante para mim não apresentar a história e diga: 'Esta é a única história', mas para dizer: 'Esta história me emocionou e me inspirou'. Foi assim que as duas histórias de amor foram criadas".
Um dos primeiros personagens que Madonna desenvolveu para o filme foi Evgeni, um imigrante russo que vive no Brooklyn e trabalha em Manhattan. O personagem foi inspirado por Eugene Hütz, que desempenhou o papel principal em Filth and Wisdom. Outra motivação para o projeto foi Edward e Simpson, que se tornaram alvo de escrutínio da mídia e difamação pública e foram ostracizados pela família real. Madonna, interessada no culto à celebridade, descobriu que muitos dos rumores que cercavam a vida de Simpson eram infundados e queria retratar Simpson como um ser humano com imperfeições e um lado vulnerável. "A mensagem do filme é perceber que, no final, a felicidade está na sua própria cabeça e que estamos de fato encarregados do nosso destino", disse ela.

### Elenco
Madonna começou a trabalhar no elenco de W.E. depois de voltar da África, onde estava de férias. Ela se lembrou de achar o elenco difícil, já que muitos se recusavam a assinar um papel em particular. Madonna contrastou o processo de seleção de filmes com a gravação de um novo álbum, onde ela pode escolher facilmente as pessoas com quem desejava trabalhar. Abbie Cornish foi contratada para interpretar Wally Winthrop, enquanto o rei Eduardo VIII e Wallis Simpson foram interpretados por James D'Arcy e Andrea Riseborough. Evgeni foi interpretado por Oscar Isaac e o marido de Wally, William, interpretado por Richard Coyle. Vera Farmigafoi assinada inicialmente para o papel de Simpson, mas se retirou quando ficou grávida.
A cantora viu Riseborough como uma jovem Margaret Thatcher no filme da BBC, The Long Walk to Finchley, e queria que ela interpretasse Simpson: "Eu estava procurando por uma certa qualidade: algo frágil, andrógino e ainda feminino de uma maneira realmente antiquada. Quando vi Andrea, soube imediatamente que era ela". Cornish disse sobre seu papel como Winthrop: "Madonna é uma mulher forte e independente que não precisa de um homem para defini-la – e isso é admirável. Ela estudou todos os aspectos do que aconteceu com Wallis Simpson e Eduardo VIII [.. .] É uma visão fascinante sobre classe e romance. Madonna criou uma mulher contemporânea – com quem eu vou interpretar – chamada Wally, que é fascinada pelo que aconteceu com a sra. Simpson. "A filha de Madonna, Lourdes, recebeu uma parte, mas a cantora decidiu contra a ideia. No entanto, mais tarde ela permitiu que Lourdes aparecesse no filme como um jovem Wally Winthrop.
Foi oferecido a Ewan McGregor o papel de rei Eduardo VIII, mas ele foi substituído por James D'Arcy. O produtor David Parfitt e a diretora de elenco Nina Gold deixaram a W.E., com fontes relatando que eles tinham "diferenças criativas" com Madonna e descobriram que ela lutava para "colaborar e delegar". Margo Stilley foi contratada para interpretar Lady Thelma Furness, mas deixou o projeto, citando "diferenças artísticas" com Madonna: "Eu tinha o papel, mas tínhamos diferenças artísticas. Ela (Madonna) é realmente alguma coisa. Desejo sorte ao elenco, porque todos eles são realmente talentosos". Ela foi substituída por Katie McGrath. Judy Parfitt foi contratada para interpretar Rainha Maria, e Geoffrey Palmer foi escalado como Stanley Baldwin. O pai e o filho da vida real, James e Laurence Fox, foram contratados como rei George V e seu filho, Bertie (irmão mais novo de Edward). A BBC informou que membros do London Welsh Centre manifestou interesse em aparecer em uma cena em que Edward fica chocado com as condições de vida nas aldeias mineiras galesas. Um porta-voz do centro, que foi contatado pela agência de elenco do filme, disse: "Recebi cerca de 15 telefonemas hoje de manhã e ontem houve confusão porque todo mundo quer participar de um filme com Madonna". O centro disse que os falantes de galês eram necessários como extras nas cenas das visitas de Edward aos vales do sul de Gales na década de 1930.
Natalie Dormer foi escalada como a jovem Rainha Elizabeth (rainha mãe). Dormer disse sobre o papel: "Este país tende a lembrar a rainha-mãe como uma mulher de 97 anos um tanto enrugada, mas eu a interpreto quando ela era muito encantadora, envolvente entre vinte e trinta e poucos anos. [...] era uma jogadora bastante selvagem e experiente". A avaliação de Dormer sobre o papel foi observada pelo historiador real Hugo Vickers, que Madonna lhe pediu para aconselhá-la sobre as características dos membros da família real e confirmou que Madonna descrevia a rainha-mãe como uma influência desfavorável no relacionamento entre Eduardo. VIII e Simpson.

### Filmagem
Escrevendo W.E. para ser o mais autêntico possível, Madonna queria filmar em locais onde a família real ao vivo. Ela se mudou para o Reino Unido, já que o filme levaria seis meses para ser filmado. O seu orçamento foi £11 milhões ($1,74 milhões de dólares). As filmagens começaram em 5 de julho de 2010; locais incluíam Londres e os condados de origem , com viagens a Nova Iorque e França. Cenas foram filmadas nos dois últimos andares do Abingdon Pub, seguidas por cenas no Club Quarters na Trafalgar Square. As filmagens também foram feitas em Stoke Park, Buckinghamshire.

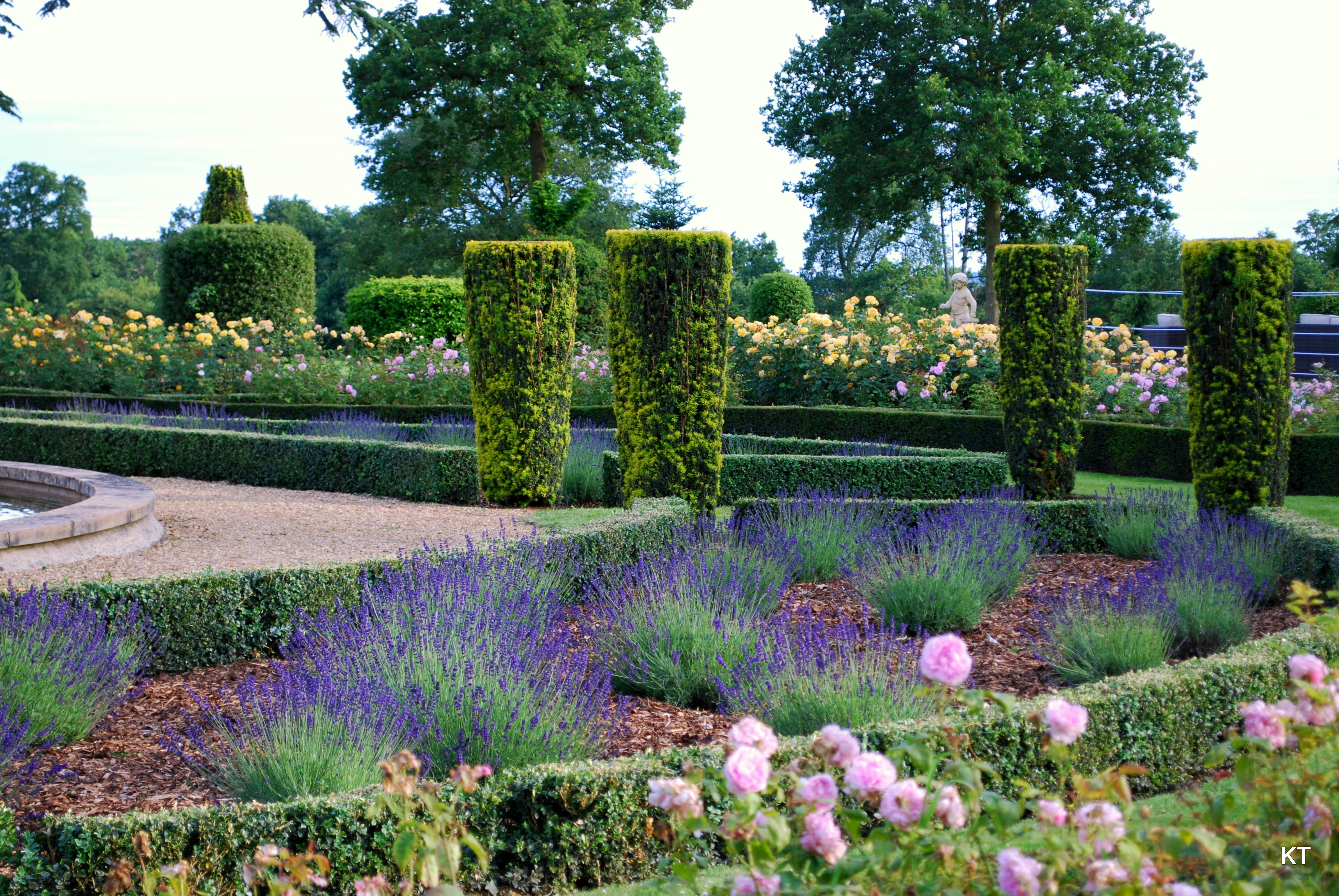
Stoke Park, Buckinghamshire, onde foram filmadas cenas exteriores

A produção foi para a França, onde Madonna filmou cenas com D'Arcy e Riseborough em Palm Beach, em Marselha, em 29 de julho de 2010, e em Villefranche-sur-Mer, em 30 de julho. Cenas foram filmadas com Cornish no hotel Le Meurice. Enquanto filmava com Riseborough, Madonna e sua equipe pediram a Cartier para criar cópias da extensa coleção de gemas de Simpson para o filme. Uma pulseira escorregou do pulso de Riseborough e foi perdida no Mar Mediterrâneo, e Madonna pediu uma substituição imediata. A designer Arianne Phillips descreveu as filmagens que incluíam as jóias originais de Simpson:

Conseguimos usar peças de arquivo da Van Cleef & Arpels, que vinham com uma porta giratória de seguranças. O cronograma de jóias era muito complicado, porque as peças tinham que ir da Suíça para Paris, e o cronograma de filmagens mudava constantemente. Era realmente um castelo de cartas. Houve algumas vezes em que fomos pegos, as cenas foram mudadas e, para minha sorte, Madonna foi capaz de disponibilizar suas jóias pessoais. Quando você vê Wallis pulverizando as flores com perfume, seus brincos de pérola preto e branco e diamante Bulgari são de Madonna.

As filmagens foram para Nova Iorque em setembro, onde Madonna gravou cenas no Brooklyn. D'Arcy teve que dançar um balé em uma cena; ele não conhecia balé e Madonna pediu que ele aprendesse os passos. De acordo com D'Arcy, a cena era "essa dança extraordinária e bonita com elevadores e rodopios e eu não posso fazer isso, mas você faz porque ela [Madonna] de alguma forma torna o impossível possível e oferece uma incrível auto-estima quando você faz isso" essas coisas". Madonna também pediu que ele aprendesse as gaitas de foles em seis semanas e cavalgasse.

### Figurino

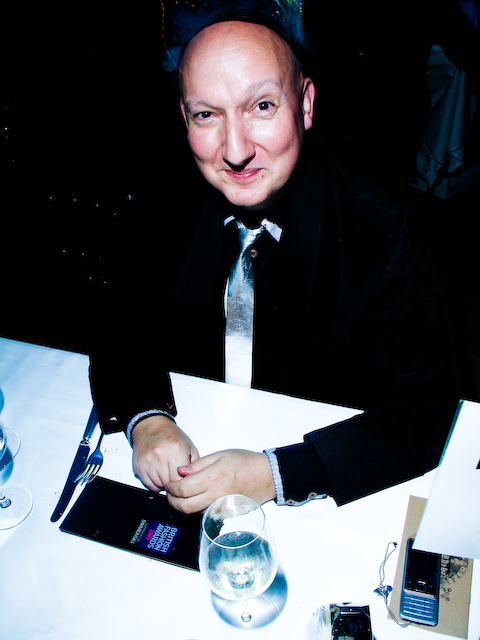
Milliner Stephen Jones forneceu os chapéus para o filme.

Depois de terminar o roteiro e começar o trabalho de elenco e produção, Madonna percebeu que o orçamento do filme seria alto. O personagem de Simpson teve cerca de 80 trocas de roupas, com vestidos de estilistas como Balenciaga, Christian Dior, Madeleine Vionnet e Elsa Schiaparelli. A maioria de seus vestidos reais estava em museus (e eram inatingíveis a Madonna), mas muitas das casas de alta costura se ofereceram para recriar os vestidos para ela. Quando ela pediu um vestido de noiva de Michael O'Connor  (em exibição no Museu Nacional de Trajes da Escócia) para uma cena com Riseborough, A gerente geral do museu, Margaret Roberts, disse que ficou feliz em enviar o vestido para Madonna: "Nossa exposição Casamento no cinema está repleta de vestidos fabulosos que contam uma história não apenas sobre a história do período que representam, mas também sobre o glamour e o estilo de Hollywood [...] Esse vestido foi feito para o cinema, então, quando recebemos o pedido da produtora de Madonna, ficamos muito felizes em cede-lo". Outros estilistas que trabalharam no filme incluem John Galliano e Issa, que forneciam roupas; Pierre Cartier forneceu as jóias e Stephen Jones os chapéus.
Madonna contratou a figurinista Arianne Phillips para criar os vestidos do filme. As roupas incluíam peças vintage; outros foram refeitos com base em padrões obtidos no museu, e o restante foi feito recentemente. Em uma entrevista em novembro de 2011 à revista W, a Philips disse que "começou a pesquisar em 2009, um ano antes de [WE] começar a filmagens ... Para mim, Wallis Simpson era um ícone de estilo, mas eu não sabia. ela era uma cliente de alta costura muito antes de conhecer Edward. Ela também era uma prostituta faminta por jóias. Edward deu jóias a Wallis para fazê-la sentir-se real. Minha primeira tarefa foi descobrir como recriar esses presentes famosos". Madonna enviou uma caixa de sua pesquisa para Phillips, para que o designer pudesse avançar no projeto. A cantora entendeu a atenção aos detalhes necessários para criar os figurinos, tirando suas próprias roupas, que incluíam alta costura. Phillips pesquisou as roupas em exibição nos departamentos de moda do Instituto de Figurinos do Metropolitan Museum of Art, em Nova Iorque, no Musée de la mode et du textile, em Paris, e no Victoria and Albert Museum, em Londres. Ela foi para Los Angeles, onde a varejista Doris Raymond, da boutique The Way We Wore, abriu sua biblioteca de alta costura dos anos 30. Lá, Phillips assistiu a noticiários antigos dos arquivos da Universidade da Califórnia. Quando as filmagens começaram, o designer se mudou para a casa de hóspedes de Madonna em Londres para assistir as cenas juntas e examinar os vestidos. Phillips entrou em contato com designers como Cartier e Van Cleef & Arpels para reproduzir uma pulseira cruzada e outras dez peças. Para os vestidos, roupas de baixo e vestidos necessários para as 60 trocas de roupas de Simpson no filme, Phillips vasculhou os arquivos de Vionnet e Schiaparelli e redesenhou as roupas de Simpson. O primeiro vestido de Riseborough no filme foi a recriação de um vestido de propriedade de Simpson. Phillips accessorized um vestido com uma organzasaia e um broche de laço de diamante no pescoço, e obteve duplicatas de outras pessoas na loja de roupas Cos Prop, em Londres.

Algumas das peças que a duquesa realmente encomendou, eu achei horríveis. Isso não funcionaria para o filme, então modificamos e inventamos. Wallis não era bonito; ela era bonita, na melhor das hipóteses. Na Inglaterra, notou-se repetidamente como ela não era atraente. Mas Wallis era muito divertido — muito divertido. Ela tinha uma liberdade que definitivamente se refletia em suas roupas; a duquesa era toda sobre apresentação. E isso se tornou seu refúgio e sua prisão.

Segundo Phillips, a escolha de roupas de Eduardo era específica e ele se rebelou contra o que seu pai ditava como o protocolo para se vestir; ele usava caudas azul marinho (em vez de preto) como roupa formal. O estilista viu suas roupas originais no Museu Nacional de Trajes. Para recriar o visual, Phillips entrou em contato com a empresa de artigos de luxo Alfred Dunhill, que entendia a alfaiataria sob medida disponível no Savile Row, em Londres. Dunhill forneceu a Phillips alfaiate e tecidos das fábricas que criaram os tecidos originais de Edward. Phillips adaptou o visual folgado dos ternos dos anos 30 para torná-los atraentes para um público contemporâneo. Todas as fantasias foram feitas à mão, com um total de 60 fantasias criadas para Simpson e 30 para Edward.

### Música e trilha sonora

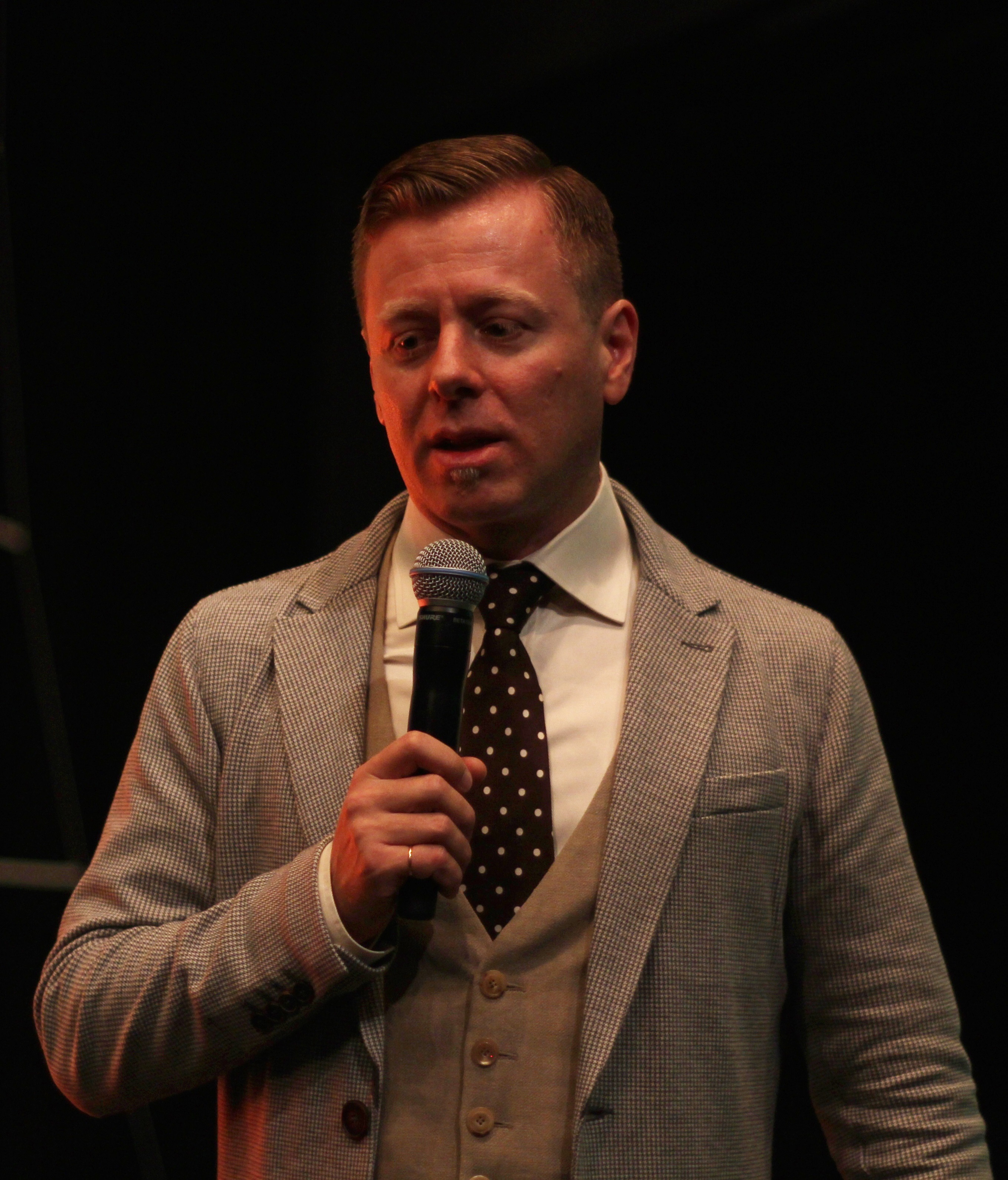
A trilha sonora do filme foi composta por Abel Korzeniowski e gravada no Abbey Road Studios, em Londres, em abril de 2011.

O compositor polonês Abel Korzeniowski compôs a música do filme. Madonna ouvira o trabalho de Korzeniowski na trilha sonora do filme de drama de 2009 A Single Man. O cantor lembrou-se de "impressionado com as qualidades 'agridoces' da trilha sonora, esse tipo emocional melancólico, romântico e arrebatador de beleza de partir o coração". Ela perguntou ao diretor de A Single Man , designer de moda Tom Ford, sobre Korzeniowski e decidiu contratá-lo para compor a trilha sonora de W.E.. Madonna incorporou partes de A Single Man pontuação no roteiro e áspero de W.E. A partitura apresenta cordas, guitarra, harpa, viola e piano, e a combinação de instrumentos foi usada para preencher os dois períodos do filme.
Korzeniowski e o maestro Terry Davies gravaram uma orquestra de 60 músicos no Abbey Road Studios, em Londres, em abril de 2011, concentrando-se nos estados emocionais dos personagens; ele não estava muito preocupado em diferenciar os períodos do filme. O compositor disse em uma entrevista à Variety que, para as cenas com Simpson, ele tentou tornar a trilha mais moderna do que para aquelas com Winthrop. Madonna queria que Korzeniowski mantivesse a partitura simples e direta, pensando que, como músico com formação clássica, ele complicaria demais a partitura. "Não é o tipo de partitura em que você passa por loucas mudanças e modulações harmônicas", disse o compositor. "Essa foi uma das notas muito precisas que recebi de Madonna, que eu não deveria pensar demais nessa música". A trilha sonora foi inspirada no amor irracional do filme, que Korzeniowski disse que poderia ser "apenas uma ilusão". Ele queria que a música refletisse as emoções poderosas e conflitantes do filme através das melodias, que alternavam entre desespero e tristeza e esperança e alegria.
Madonna contribuiu com "Masterpiece", uma nova música produzida por William Orbit, que ela co-escreveu com Julie Frost e Jimmy Harry, para a trilha sonora. Na música, ela canta sobre a dor de se apaixonar por alguém que é uma grande obra de arte: "Se você fosse a Mona Lisa / Você estaria pendurada no Louvre / Todo mundo iria vê-lo / Você seria impossível de se mover". Uma escritora da Billboard, descreveu "Obra-prima" como uma "balada mais lenta e melancólica", que era "simples, direta e lembra seu som nos anos 90". Suas letras ecoam a história de amor do filme: "E eu estou ao seu lado / Como um ladrão na noite / Eu estou na frente de uma obra-prima / E eu não posso te dizer por que dói tanto estar apaixonado por uma obra-prima". A música toca ao longo dos créditos finais do W.E. e mais tarde foi incluída no álbum de Madonna, MDNA. A trilha sonora foi lançada digitalmente pela Interscope Records em 31 de janeiro de 2012.
Todas as faixas escritas e compostas por Abel Korzeniowski, exceto "Masterpiece".. 
| Lista de faixas |                                                                                                |         |  |
| N.º             | Título                                                                                         | Duração |  |
| 1.              | "Charms"                                                                                       | 4:03    |  |
| 2.              | "Duchess Of Windsor"                                                                           | 3:09    |  |
| 3.              | "Revolving Door"                                                                               | 4:19    |  |
| 4.              | "I Will Follow You"                                                                            | 2:32    |  |
| 5.              | "Abdication"                                                                                   | 5:22    |  |
| 6.              | "Six Hours"                                                                                    | 3:30    |  |
| 7.              | "Brooklyn Faces"                                                                               | 4:53    |  |
| 8.              | "Evgeni's Waltz"                                                                               | 3:34    |  |
| 9.              | "Satin Birds"                                                                                  | 4:29    |  |
| 10.             | "Letters"                                                                                      | 4:19    |  |
| 11.             | "Dance For Me Wallis"                                                                          | 3:08    |  |
| 12.             | "Masterpiece" (interpretado por Madonna, aparece em seu décimo segundo álbum de estúdio, MDNA) | 3:58    |  |
| Duração total:  | Duração total:                                                                                 | 47:16   |  |

## Promoção e lançamento

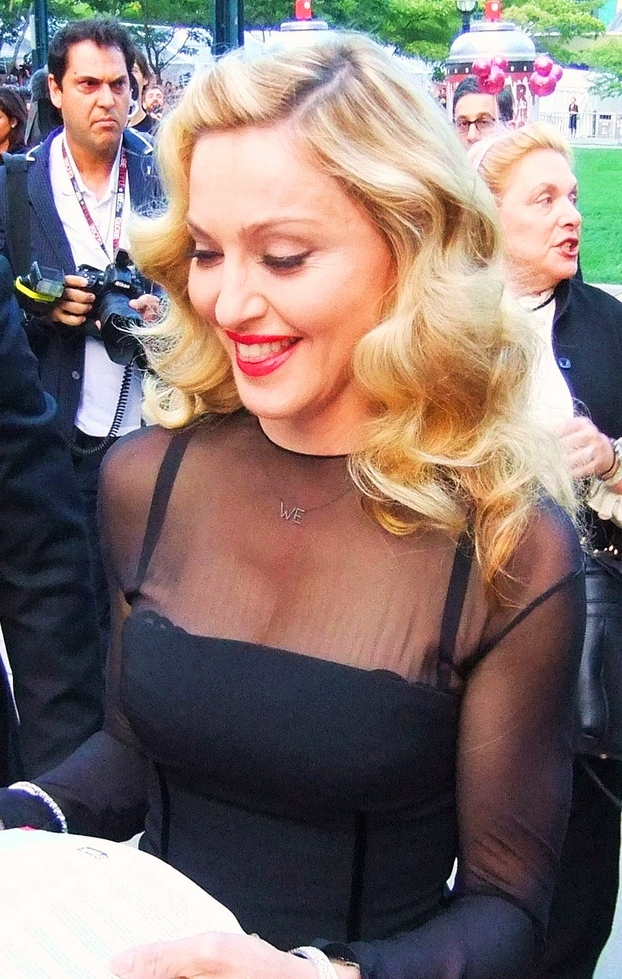
Madonna na estreia de W.E. no Festival Internacional de Cinema de Toronto 2011.

Em fevereiro de 2011, Madonna realizou uma exibição privada do trailer do filme no Festival Internacional de Cinema de Berlim. A exibição, que incluiu uma sessão de perguntas e respostas com a cantora, teve como objetivo vender o filme aos distribuidores. Seus direitos foram vendidos para a Optimum Releasing no mercado do Reino Unido, a The Weinstein Company para o lançamento nos EUA e Village Roadshow para a Austrália e Nova Zelândia. Weinstein promoveu o filme como o primeiro filme completo de direção de Madonna; a empresa considerou os 81 minutos Filth and Wisdom (seu filme anterior) um curta-metragem. Although Madonna hoped to premiere the film at the 2011 Cannes Film Festival, it was not ready in time. Embora Madonna esperasse estrear o filme no Festival de Cannes de 2011, ele não estava pronto a tempo. W.E. foi exibido no Festival de Veneza em 1º de setembro de 2011, com Madonna e o elenco principal participando da estreia. O filme também foi exibido no Festival Internacional de Cinema de Toronto de 2011 naquele mês. As fotos da W.E. foram publicadas na edição de setembro de 2011 da revista Vanity Fair.
No pôster do filme, D'Arcy carregava Riseborough nas costas em uma pose romântica. David Wharton, do Cinema Blend, disse que, embora o pôster tenha sido "artisticamente" feito, "é o tipo de coisa que a indústria cinematográfica faz o tempo todo em seus pôsteres, assim como o tropope de 'cabeças flutuantes' ou a pose de 'olhando pelas pernas de alguém' [...] mas sou um otário por um pôster de filme bem feito, e isso parece preguiçoso". Um segundo cartaz foi lançado, apresentando Riseborough e D'Arcy como Wallis e Edward prestes a se beijar na praia. Em janeiro de 2012, Madonna apareceu em dois programas de televisão e falou sobre o filme. Ela apareceu pela primeira vez no Nightline da ABC, onde conversou com a apresentadora Cynthia McFadden sobre W.E. Madonna apareceu no The Graham Norton Show, no Reino Unido, com D'Arcy e Riseborough.. O filme estreou em 11 de janeiro de 2012 no Reino Unido e em 23 de janeiro nos EUA.
A The Weinstein Company anunciou em junho de 2011 que planejava lançar a W.E. em Nova Iorque e Los Angeles em 9 de dezembro de 2011, expandindo-se para mercados adicionais durante o mês anterior a um amplo lançamento em meados de janeiro. Após as exibições do filme nos festivais de Veneza e Toronto, Weinstein decidiu reduzir o tempo de exibição em cerca de dez minutos. Seu lançamento planejado foi alterado para uma execução limitada de uma semana, começando em 9 de dezembro de 2011, antes de um lançamento mundial em 3 de fevereiro de 2012.

## Recepção

### Resposta crítica
Após a sua estreia no Festival de Cinema de Veneza,  W.E. dividiu a crítica. Em Rotten Tomatoes, o filme tem uma pontuação de 12% em 113 avaliações e é classificado como "podre". O consenso crítico escreveu; "Nós exibimos o olhar aguçado da diretora Madonna por um estilo marcante, mas essa cinebiografia superficial é muito apaixonada pela estética para oferecer qualquer insight sobre o assunto". Tem uma pontuação no Metacritic de 36 em 100, indicando revisões geralmente desfavoráveis. De acordo com Steve Pond, da Reuters, nós provavelmente não ajudaríamos a "transformar a vacilante carreira cinematográfica de Madonna". Kyle Buchanan, do New York, se perguntou se a W.E. seria a primeira colocada no Framboesa de Ouro de pior filme. David Gritten, do The Daily Telegraph, deu ao filme três estrelas e uma crítica mista: "W.E. é uma história ousada e confiante sobre a obsessão de uma mulher americana pelos Windsors". Gritten elogiou as performances de Riseborough e Cornish, mas achou que o filme parecia um comercial de itens e moda caros e atraía apenas mulheres mais jovens.
Xan Brooks, do The Guardian, deu ao filme uma estrela, descrevendo-o como "uma loucura estridente e brincalhona, o peru que sonhava que era um pavão". Todd McCarthy, do The Hollywood Reporter, escreveu que o filme lembrava um documentário sobre uma mulher em uma expedição de compras e achava o caso de Wally e Evgeni particularmente sombrio. Oliver Lyttelton, da IndieWire, também criticou o filme, dizendo que "o uso da música é horrível" e "Nunca esperamos tanto que Madonna volte com uma turnê, apenas porque isso significa que saberemos, por certo, que ela não usará esse tempo para dirigir outro filme". Embora Mark Adams, da Screen Daily, destacando a performance de Riseborough como um destaque, ele achou o filme decepcionante em geral. Leslie Felperin, da Variety, também ficou decepcionada com o filme, escrevendo que estava "sobrecarregada com diálogos risíveis e performances fracas". Foi dada mais atenção às roupas do que à história, que ela sentiu ter muito potencial. Colin Kennedy, do Metro, chamou o filme de "desastroso", e seu "elenco criterioso e seu belo design [foram] marcados foram marcados pela seleção instável de um diretor de cena". Simon Reynolds, da Digital Spy, descreveu o filme como "impecável, com um figurino requintado", mas achou que "era apenas o suficiente para disfarçar seu tom extremamente inconsistente, mudar o estilo visual e as atuações frias". Dan Carrier, do Camden New Journal, deu ao filme uma estrela em cinco, chamando W.E. de "um filme horrível para assistir" e dizendo que Madonna "nunca deveria ter permissão para ir a lugar nenhum próximo à câmera de um diretor".
Diego Costa, da Slant Magazine, deu ao filme três das quatro estrelas. Ele chamou W.E. de "um prazer visual desavergonhado" e "uma peça perfeitamente fina de cinema onírico", elogiando a direção de Madonna e a música de Korzeniowski. Damon Wise, do Empire, deu ao filme três das cinco estrelas e observou as duras críticas a Madonna: "Muito se tem falado sobre Madonna e seu novo filme;— sobre quão ruim e inepto é, como se fosse algo pior do que 99% dos outros filmes lançados semanalmente. É isso mesmo: lá em cima com Showgirls". Vamos dar uma folga ao diretor aqui. "Ele elogiou o desempenho do Riseborough e disse:" No curto prazo, isso verá W.E.descartado como um projeto de vaidade, mas, a longo prazo, a história pode muito bem achar que é um comentário fascinante sobre a celebridade do século XX, do mais importante."

### Bilheteria

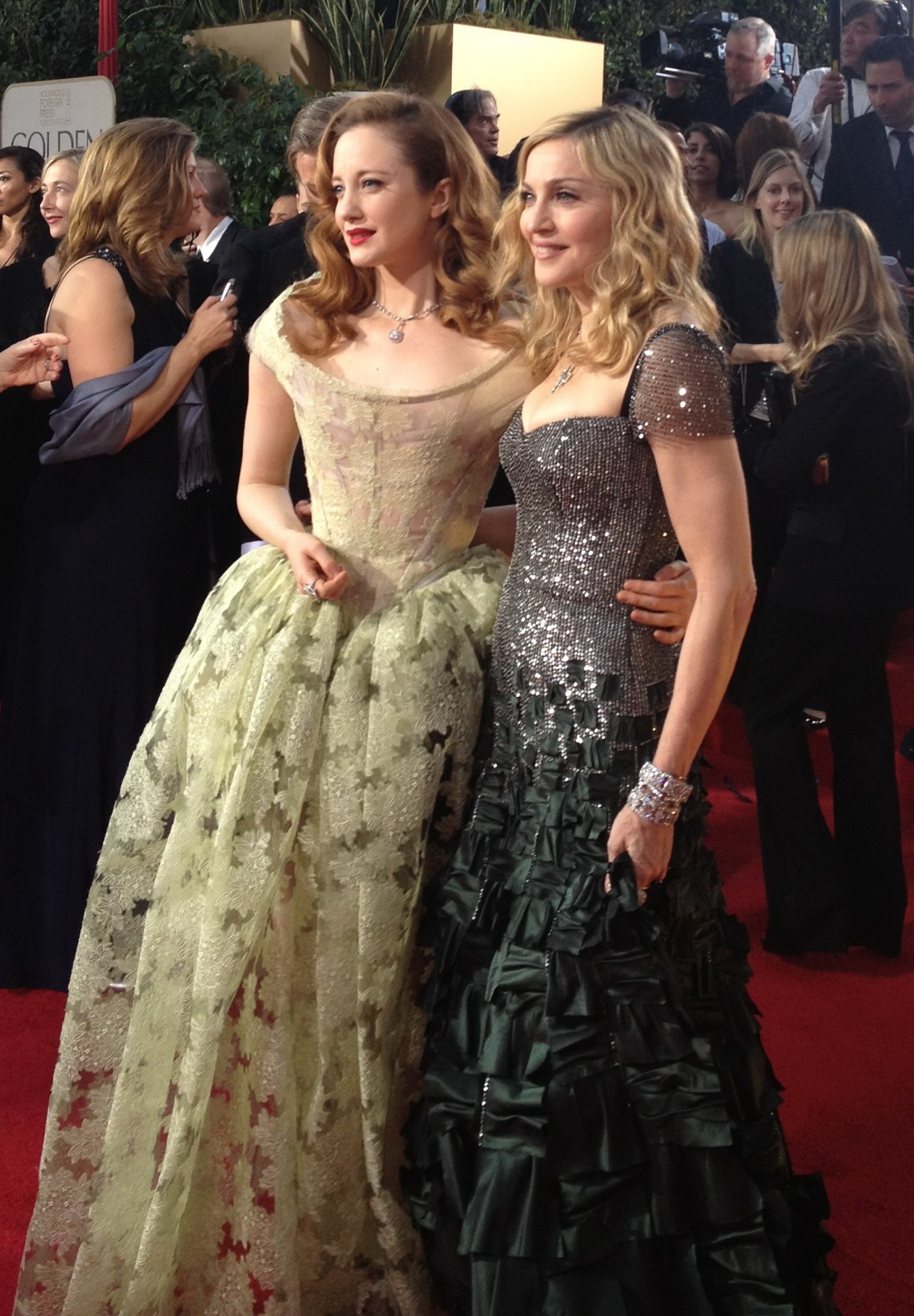
Andrea Riseborough e Madonna no Globos de Ouro de 2012

Globalmente, o filme foi um fracasso comercial. No Reino Unido, W.E. estreou em 172 cinemas e arrecadou 183.000 libras (incluindo exibições antecipadas). Apesar de seu lançamento limitado, foram os 14 filmes com maior bilheteria da semana e alcançaram o número 20 na primeira semana de vendas de DVD no Reino Unido.

### Agraciamentos
Ganhou o prêmio de Melhor Canção Original por "Masterpiece", e Korzeniowski foi indicado ao prêmio de Melhor Trilha Sonora no Globos de Ouro de 2012. Embora "Obra-prima" tenha sido selecionada para o prêmio de Melhor Canção Original no Oscar 2012, ela não foi considerada; de acordo com as regras da Academia de Artes e Ciências Cinematográficas, uma música é qualificada apenas se aparecer depois do início dos créditos finais e "Masterpiece" por reproduzido mais de um minuto nos créditos. Arianne Phillips recebeu um prêmio de excelência em filmes no 14º Costume Designers Guild Awards, e foi indicado ao Oscar de Melhor Figurino.

## Reconhecimento
69º Globo de Ouro
| Categoria                    | Indicado          | Resultado |
| ---------------------------- | ----------------- | --------- |
| Melhor banda sonora original | Abel Korzeniowski | Indicado  |
| Melhor canção original       | Masterpiece       | Venceu    |

84º Academy Awards
| Categoria                | Indicado         | Resultado |
| ------------------------ | ---------------- | --------- |
| Oscar de melhor figurino | Arianne Phillips | Indicado  |

## Créditos de produção
- Madonna –  diretora, roteiro, produtora, compositora de músicas
- Alek Keshishian – roteiro
- Kris Thykier – produtor
- Colin Vaines – co-produtor
- Sara Zambreno – co-produtor
- Scott Franklin – produtor executivo
- Donna Gigliotti – produtor executivo
- Harvey Weinstein - produtor executivo
- Hagen Bogdanski –  diretor de fotografia
- Abel Korzeniowski – compositor musical
- Elaine Grainger – seleção de elenco
- Lucinda Syson – seleção de elenco
- Martin Childs – design de produção
- Huw Arthur – direção de arte
- Mark Raggett – supervisor de direção de arte
- Celia Bobak – cenário
- Arianne Phillips – figurino
- Jenny Shircore – designer de maquiagem e cabelo

Créditos de produção de Madonna.com e The Weinstein Company